# Percy Radcliffe
Percy Radcliffe, CBE (* 14. November 1916; † 4. Dezember 1991) war ein britischer Politiker auf der Isle of Man, der unter anderem von 1963 bis 1980 Mitglied des Parlaments (Tynwald) war. Er war zudem zwischen 1967 und 1971 als Vorsitzender des Exekutivrates (Chairmen of the Executive Council) Regierungschef der Isle of Man.

## Leben
Percy Radcliffe, Sohn von Arthur Radcliffe und dessen Ehefrau Annie Radcliffe, war ursprünglich als Landwirt tätig. 1963 wurde er erstmals Mitglied des House of Keys, des Unterhauses des Parlaments (Tynwald), und gehörte diesem nach seinen darauf folgenden Wiederwahlen 1980 an.
Im Januar 1971 wurde er als Nachfolger von Norman Crowe erstmals Vorsitzender des Exekutivrates (Chairmen of the Executive Council) und damit Regierungschef der Isle of Man. Er bekleidete dieses Amt bis Januar 1977 und wurde daraufhin von Clifford Irving abgelöst. Daraufhin übernahm er selbst als Nachfolger von Sir John Brown Bolton den Posten als Chairmen of the Finance Board und somit als Finanzminister im Exekutivrat. Er übte dieses Amt bis 1981 aus und wurde daraufhin von Edgar Mann abgelöst. Nach seinem Ausscheiden aus dem House of Keys 1980 wurde er Mitglied des Gesetzgebenden Rates (Legislative Council), und damit des Oberhauses des Tynwald, dem er bis 1985 angehörte.
Radcliffe übernahm am 24. November 1981 von Clifford Irving zum zweiten Mal das Amt als Chairmen of the Executive Council und war damit bis zu seiner Ablösung durch Edgar Mann im März 1985 erneut Regierungschef. Für seine langjährigen Verdienste wurde er 1985 zum Commander des Order of the British Empire (CBE) ernannt.
Aus seiner 1942 geschlossenen Ehe mit Barbara Frances Crowe gingen zwei Söhne und eine Tochter hervor.